# Femonoe

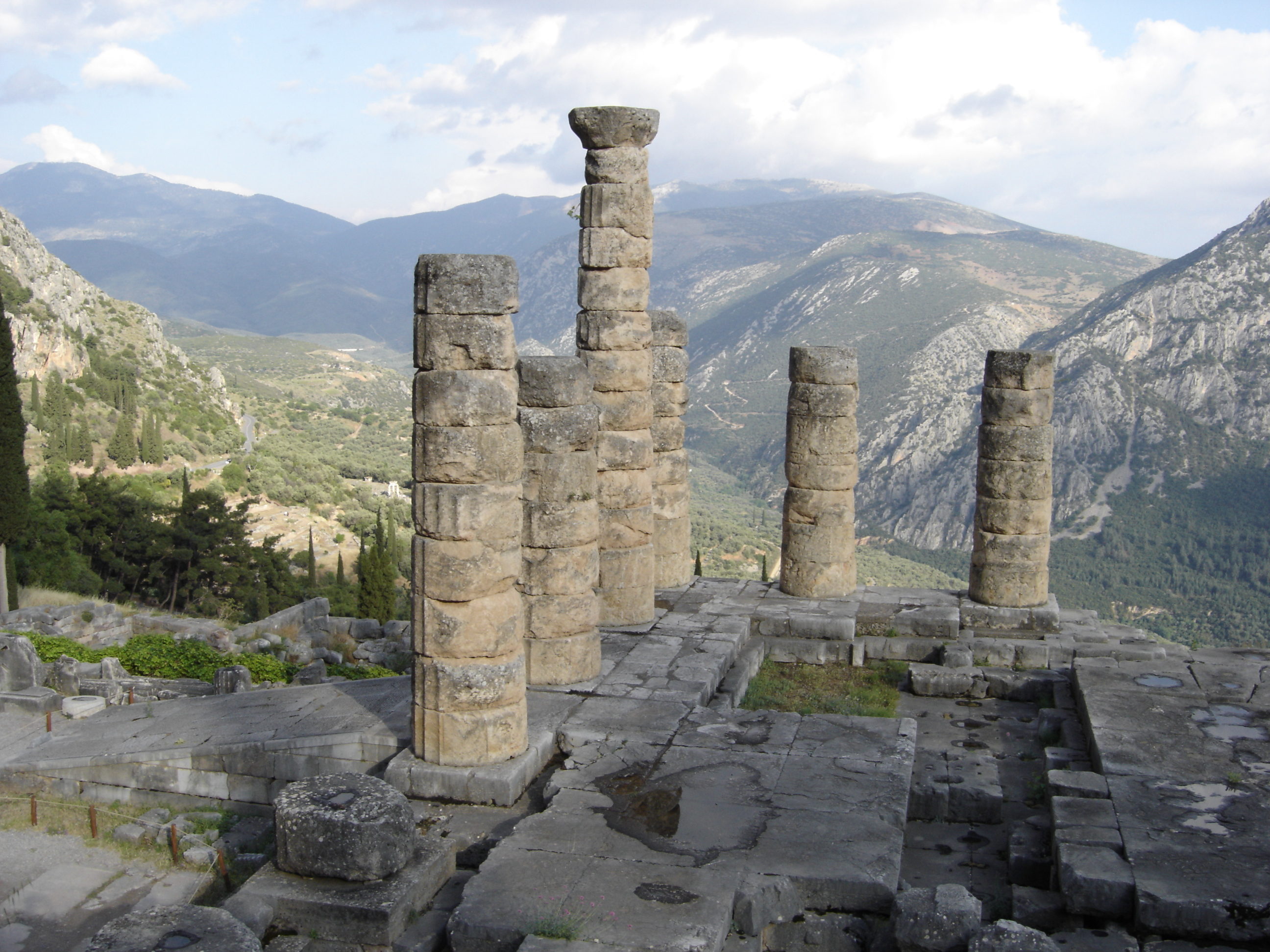
Rovine del tempio di Apollo a Delfi, sul cui fronte era incisa la frase Conosci te stesso

Femonoe (in greco antico: Φημονόη?, Phemonoe) è una leggendaria profetessa e poetessa greca dell'era precedente a Omero. Diversi autori le hanno attribuito l'invenzione del verso esametro e, di conseguenza, dell'epica; in particolare secondo gli Anecdota Graeca raccolti da Cramer, ella avrebbe inventato questo tipo di metro, così come Tespi avrebbe inventato la tragedia ed Epicarmo la commedia.
Secondo Pausania, fu la prima profetessa di Apollo, di cui declamava gli oracoli in esametri. In Guida della Grecia, l'autore tramanda un suo oracolo secondo il quale Apollo avrebbe ucciso con una freccia un uomo che aveva saccheggiato due volte il tempio di Delfi:
che depreda il Parnaso; e purificheranno le mani dal delitto
uomini di Creta, e la gloria di questa impresa non perirà mai»
Nel suo trattato sulle vibrazioni Peri palmon mantikes, Melampo citò Femonoe per le sue doti di divinazione.
A lei è attribuito anche il motto «Conosci te stesso» iscritto all'ingresso del succitato tempio delfico di Apollo. In base a ciò, Femonoe potrebbe fare riferimento a un'origine femminile della tradizione filosofica, oltre che oracolare, dell'antica Grecia, per la valenza che Platone stesso attribuiva alla massima per gli albori del pensiero filosofico. Inoltre, Artemidoro nella sua opera Onirocritica descrive una Femonoe impegnata in una disquizione filosofica sulla distinzione tra ciò che esiste in natura e ciò che esiste per convenzione, tema tipico degli esordi della filosofia greca.
Secondo due passi della Storia naturale di Plinio il Vecchio, Femonoe si dedicava all'ornitologia e/o all'oniromanzia: nel primo caso, le si attribuisce la descrizione di una varietà di aquila; nel secondo caso, Femoneo avrebbe classificato come uccello di buon auspicio il triorche, una specie di falco.